# Ville-sous-Anjou
Ville-sous-Anjou és un municipi francès situat al departament de la Isèra i a la regió d'Alvèrnia-Roine-Alps. L'any 2007 tenia 1.106 habitants.

## Demografia

### Població
El 2007 la població de fet de Ville-sous-Anjou era de 1.106 persones. Hi havia 415 famílies de les quals 70 eren unipersonals (29 homes vivint sols i 41 dones vivint soles), 148 parelles sense fills, 181 parelles amb fills i 16 famílies monoparentals amb fills.
La població ha evolucionat segons el següent gràfic:
Habitants censats

### Habitatges
El 2007 hi havia 437 habitatges, 416 eren l'habitatge principal de la família, 12 eren segones residències i 8 estaven desocupats. 417 eren cases i 16 eren apartaments. Dels 416 habitatges principals, 355 estaven ocupats pels seus propietaris, 57 estaven llogats i ocupats pels llogaters i 5 estaven cedits a títol gratuït; 1 tenia una cambra, 5 en tenien dues, 24 en tenien tres, 116 en tenien quatre i 270 en tenien cinc o més. 360 habitatges disposaven pel capbaix d'una plaça de pàrquing. A 135 habitatges hi havia un automòbil i a 256 n'hi havia dos o més.

### Piràmide de població
La piràmide de població per edats i sexe el 2009 era:
| Homes | Edats   | Dones |
| ----- | ------- | ----- |
| 0     | 95 o +  | 0     |
| 0     | 90 a 94 | 0     |
| 0     | 85 a 89 | 8     |
| 12    | 80 a 84 | 12    |
| 8     | 75 a 79 | 8     |
| 16    | 70 a 74 | 20    |
| 20    | 65 a 69 | 28    |
| 24    | 60 a 64 | 24    |
| 32    | 55 a 59 | 40    |
| 40    | 50 a 54 | 40    |
| 48    | 45 a 49 | 36    |
| 60    | 40 a 44 | 44    |
| 36    | 35 a 39 | 44    |
| 36    | 30 a 34 | 36    |
| 8     | 25 a 29 | 24    |
| 28    | 20 a 24 | 12    |
| 32    | 15 a 19 | 20    |
| 44    | 10 a 14 | 40    |
| 32    | 5 a 9   | 44    |
| 20    | 0 a 4   | 32    |

## Economia
El 2007 la població en edat de treballar era de 725 persones, 539 eren actives i 186 eren inactives. De les 539 persones actives 507 estaven ocupades (286 homes i 221 dones) i 32 estaven aturades (12 homes i 20 dones). De les 186 persones inactives 58 estaven jubilades, 71 estaven estudiant i 57 estaven classificades com a «altres inactius».

### Ingressos
El 2009 a Ville-sous-Anjou hi havia 429 unitats fiscals que integraven 1.201 persones, la mediana anual d'ingressos fiscals per persona era de 21.149 €.

### Activitats econòmiques
Dels 34 establiments que hi havia el 2007, 3 eren d'empreses de fabricació d'altres productes industrials, 10 d'empreses de construcció, 6 d'empreses de comerç i reparació d'automòbils, 4 d'empreses de transport, 1 d'una empresa d'hostatgeria i restauració, 1 d'una empresa d'informació i comunicació, 1 d'una empresa financera, 2 d'empreses immobiliàries, 4 d'empreses de serveis, 1 d'una entitat de l'administració pública i 1 d'una empresa classificada com a «altres activitats de serveis».
Dels 8 establiments de servei als particulars que hi havia el 2009, 2 eren paletes, 2 guixaires pintors, 1 fusteria, 2 electricistes i 1 saló de bellesa.
Dels 2 establiments comercials que hi havia el 2009, 1 era una carnisseria i 1 una llibreria.
L'any 2000 a Ville-sous-Anjou hi havia 36 explotacions agrícoles que ocupaven un total de 840 hectàrees.

## Equipaments sanitaris i escolars
El 2009 hi havia una escola elemental.

## Poblacions més properes
El següent diagrama mostra les poblacions més properes.